# Кубок Азербайджана по футболу 2008/2009
17-й национальный Кубок Азербайджана по футболу 2008/09 годов проводился по системе с выбыванием, начиная с 1/16 финала.
Первая стадия турнира стартовала 17 сентября 2008 года. Финальный матч прошёл в Баку на Республиканском стадионе имени Тофика Бахрамова 6 мая 2009 года.
Представительство 18 участвовавших клубов по лигам:
- Первый дивизион — 4 клуба;
- Премьер-лига — 14 клубов.

## Регламент
На всех этапах Кубка Азербайджана победители пар определялись по результатам двух матчей (кроме финала).
Если кубковый матч закончился в основное время вничью, то назначалось дополнительное время (2 дополнительных тайма по 15 минут каждый без перерыва).
Но если и в дополнительное время не выявлялся победитель, то он определялся в серии 11-метровых ударов.

## 1/16 финала
| № | Команда                  | итог | Команда                        |
| - | ------------------------ | ---- | ------------------------------ |
| 1 | АБН-Барда                | 2:3  | Спартак (Куба)                 |
| 2 | Аншад-Петрол (Нефтечала) | 1:2  | Кафказ Университети (Хырдалан) |

## 1/8 финала
| № | Команда                        | итог | Команда         |
| - | ------------------------------ | ---- | --------------- |
| 1 | Интер (Баку)                   | 4:3  | Стандард (Баку) |
| 2 | Габала                         | 4:2  | Туран (Товуз)   |
| 3 | Нефтчи (Баку)                  | 5:1  | ЦСКА (Баку)     |
| 4 | Мугань (Сальяны)               | 0:6  | Хазар-Ленкорань |
| 5 | Кафказ Университети (Хырдалан) | 0:10 | Баку            |
| 6 | Бакылы (Баку)                  | 0:3  | Карабах (Агдам) |
| 7 | Симург (Закаталы)              | 15:1 | Спартак (Куба)  |
| 8 | Олимпик (Баку)                 | 2:0  | Карван (Евлах)  |

## 1/4 финала
| № | Команда         | итог | Команда           |
| - | --------------- | ---- | ----------------- |
| 1 | Интер (Баку)    | 3:2  | Симург (Закаталы) |
| 2 | Габала          | 2:1  | Олимпик (Баку)    |
| 3 | Хазар-Ленкорань | 2:3  | Баку              |
| 4 | Карабах (Агдам) | 1:0  | Нефтчи (Баку)     |

## 1/2 финала
| № | Команда      | итог | Команда         |
| - | ------------ | ---- | --------------- |
| 1 | Интер (Баку) | 5:2  | Габала          |
| 2 | Баку         | 2:4  | Карабах (Агдам) |

## Финал
| № | Команда      | итог | Команда         |
| - | ------------ | ---- | --------------- |
| 1 | Интер (Баку) | 0:1  | Карабах (Агдам) |

Финальный матч прошёл на Республиканском стадионе имени Тофика Бахрамова, на котором присутствовало 8000 зрителей. Единственный гол забил форвард агдамского «Карабаха» Вагиф Джавадов.